# Fabriano
Fabriano és un municipi italià, situat a la regió de les Marques i a la província d'Ancona. L'any 2018 tenia 30.809 habitants.